# Myśliwska

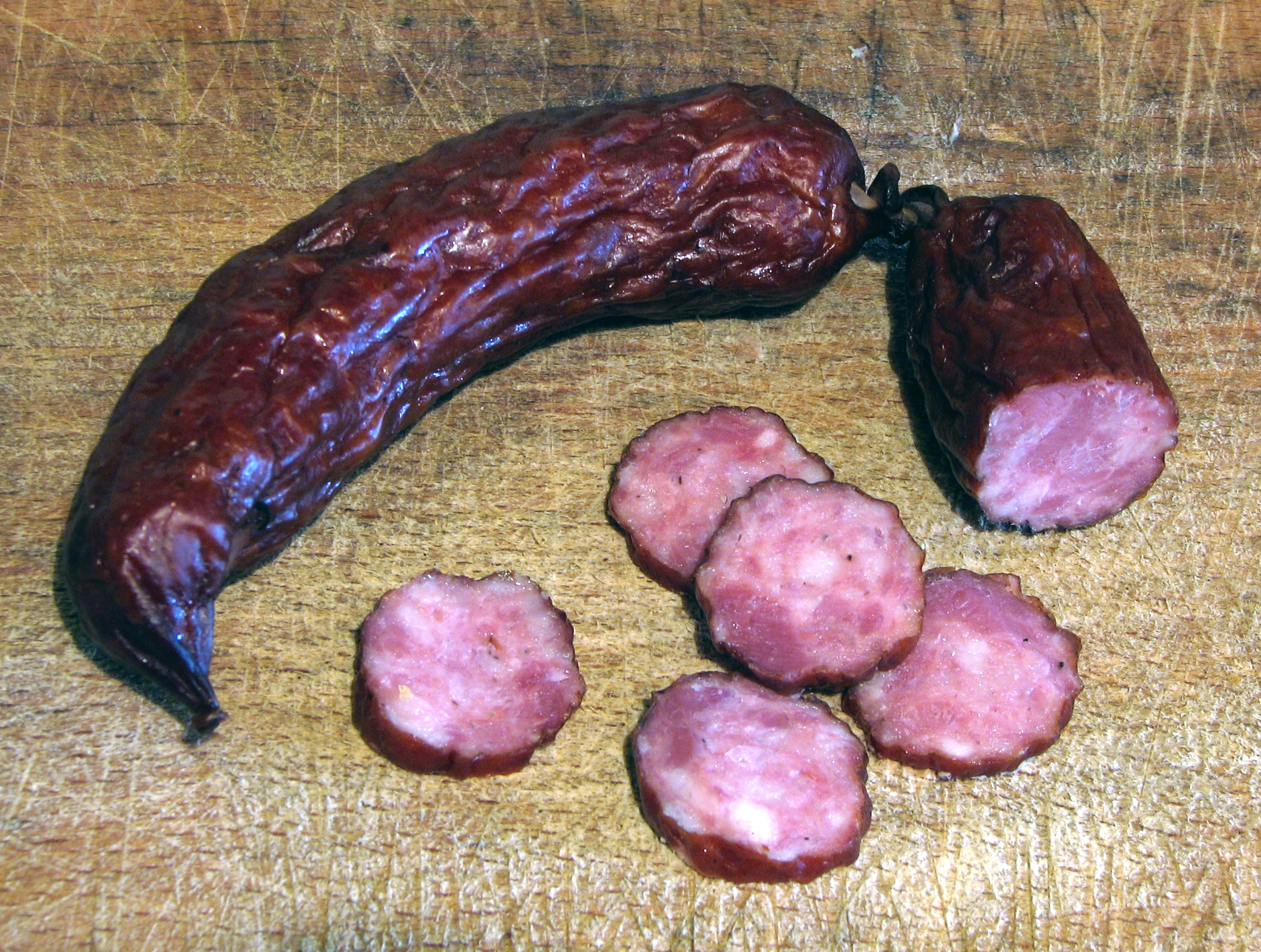
Una Myśliwska mostrando su corte.

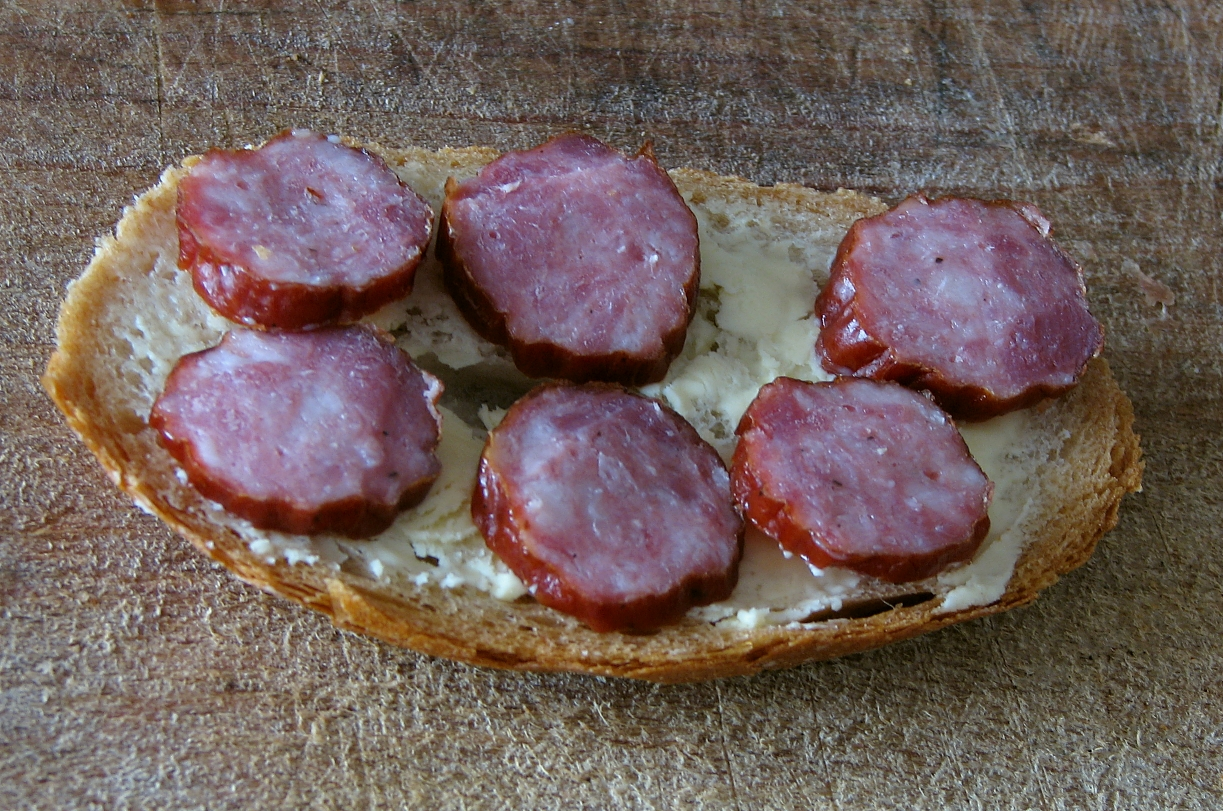
Una Myśliwska puesta sobre un pan de centeno y mantequilla.

La Myśliwska (en polaco es ‘salchicha del cazador’) es un embutido típico de la cocina polaca. Su aspecto es el de una salchicha con un ligero sabor ahumado con su carne completamente seca, se elabora con carne picada de cerdo, sal, condimentada con pimienta negra y juniperus. Suele tener una longitud de 12 centímetros y un par de centímetros de diámetro. 

## Empleo
Suele emplearse la Myśliwska cortada en rodajas para elaborar sándwiches con pan de centeno, es como su nombre dice un alimento de cazadores, trabajadores de la construcción, etc. Debido quizás a la forma sencilla que posee de conservación. Es habitual su consumo con Jalowcowka un vodka de juniperus.